# Kyrkgrundet (Hammarland, Åland)
Kyrkgrundet är en halvö i Åland (Finland). Den ligger i den sydvästra delen av landskapet, 12 km väster om huvudstaden Mariehamn. Kyrkgrundet ligger på ön Fasta Åland.